# 卡霍夫卡 (別列濟夫卡區)
47°31′42″N 30°27′0″E / 47.52833°N 30.45000°E
卡霍夫卡（烏克蘭語：Каховка）是位於烏克蘭西南部的村莊，由敖德萨州贝雷济夫卡区的安德里耶沃-伊萬尼夫卡市鎮負責管轄。該村始建於1920年，面積0.54平方公里，海拔高度44米，2001年人口84，人口密度每平方公里155.56人。